# Радевич, Казимир Иванович
Казимир Иванович Радевич (1917—1989) — советский слесарь, Герой Социалистического Труда.

## Биография
Родился в 1917 году. Окончил школу фабрично-заводского ученичества, после чего работал на Минском вагоноремонтном заводе. В годы Великой Отечественной войны работал в эвакуации на железной дороге, затем вернулся к работе на том же заводе.
С 1953 года Радевич работал слесарем на Браславской машинно-тракторной станции в Витебской области, а впоследствии — в Браславском объединении «Сельхозтехника».
Указом Президиума Верховного Совета СССР от 8 апреля 1971 года за «выдающиеся успехи, достигнутые в развитии сельскохозяйственного производства и выполнении пятилетнего плана продажи государству продуктов растениеводства и животноводства» Казимиру Радевичу было присвоено звание Героя Социалистического Труда с вручением ордена Ленина и золотой медали «Серп и Молот».
В 1977 году Радевич вышел на пенсию. Скончался в 1988 году.
Был награждён орденом «Знак Почета» и медалями.